# Левктра
Лѐвктра (на гръцки: Λεύκτρα, до 1915 Παραπούγγια, Парапунгия) е селище в Древна Гърция, в Беотия, на десетина километра югозападно от Тива. Той е основно известно с важната битка при Левктра, в която тиванците под командването на Епаминонд побеждават спартанците. Спартанската хегемония е прекъсната след битката и тиванците стават новата сила в елинския свят до възхода на Македония.
По време на Османската епоха на мястото на Левктра има селище на име Парапунгия. В 1915 година то е прекръстено на античния град. Съвременното гръцко селище днес е част от дем Тива.